# Episodi di Agente Speciale Oso (prima stagione)
Questa è la lista degli episodi della prima stagione di Agente Speciale Oso, serie animata prodotta da The Walt Disney Company e trasmessa negli Stati Uniti dal 4 aprile 2009 al 17 aprile 2010 su Playhouse Disney, Disney Junior e Disney Channel. In Italia è andata in onda su Playhouse Disney e Disney Channel dal 7 settembre 2009 e in chiaro su Rai 2 dal 14 dicembre dello stesso anno. L'edizione italiana ha seguito l'ordine di trasmissione statunitense degli episodi e perciò questi presentano un ordine diverso rispetto a quello di produzione.

## Episodi
| nº | nº Ita | Titolo italiano                           | Titolo originale              | Prima TV USA    | Prima TV Italia  |
| -- | ------ | ----------------------------------------- | ----------------------------- | --------------- | ---------------- |
| 1  | 1      | Buon compleanno nonna                     | To Grandma with Love          | 4 aprile 2009   | 7 settembre 2009 |
| 1  | 1      | Fiori per la mamma                        | Gold Flower                   | 4 aprile 2009   | 7 settembre 2009 |
| 2  | 9      | Licenza di pulire                         | License to Clean              | 11 aprile 2009  |                  |
| 2  | 9      | Un'insalata speciale per la cugina Rachel | On Her Cousin's Special Salad | 11 aprile 2009  |                  |
| 3  | 4      | Leggere è sapere                          | A View to a Book              | 6 aprile 2009   |                  |
| 3  | 4      | La gara degli aquiloni                    | Diamonds Are for Kites        | 6 aprile 2009   |                  |
| 4  | 17     | Un campeggio al buio                      | The Living Flashlight         | 13 giugno 2009  |                  |
| 4  | 17     | Castello di sabbia                        | Sand Castle Royale            | 13 giugno 2009  |                  |
| 5  | 20     | La pigna ai semi                          | Goldfeather                   | 25 ottobre 2009 |                  |
| 5  | 20     | Il lancio spaziale                        | Live and Let Ride             | 25 ottobre 2009 |                  |
| 6  | 13     | La ruota ballerina                        | Three Wheels Are Not Enough   | 2 maggio 2009   |                  |
| 6  | 13     | Lo zoo dei cuccioli                       | A Zoo to a Thrill             | 2 maggio 2009   |                  |
| 7  | 5      | Pacchetto e fiocchetto                    | The Boy with the Golden Gift  | 7 aprile 2009   |                  |
| 7  | 5      | Il cappellino di compleanno               | Birthdays Are Forever         | 7 aprile 2009   |                  |
| 8  | 6      | Il cavallino viola                        | Carousel Royale               | 8 aprile 2009   |                  |
| 8  | 6      | La raccolta delle foglie                  | Leaf Raker                    | 8 aprile 2009   |                  |
| 9  | 12     | Il polpo puzzle                           | Octo-Puzzle                   | 25 aprile 2009  |                  |
| 9  | 12     | La valigia per il mare                    | One Suitcase is Now Enough    | 25 aprile 2009  |                  |
| 10 | 3      | Salta la corda                            | Live and Jump Rope            | 5 aprile 2009   |                  |
| 10 | 3      | Foto con il gatto                         | A View to a Kitten            | 5 aprile 2009   |                  |
| 11 | 23     | Il biglietto rovinato                     | Nobody Draws it Better        | 30 gennaio 2010 |                  |
| 11 | 23     | Il ballo con le bolle                     | Thunderbubble                 | 30 gennaio 2010 |                  |
| 12 | 22     | La festa sul ghiaccio                     | For Your Ice Only             | 5 dicembre 2009 |                  |
| 12 | 22     | Che freddo                                | Coldfingers                   | 5 dicembre 2009 |                  |
| 13 | 19     | Le scarpe nuove                           | Tie Another Day               | 24 agosto 2009  |                  |
| 13 | 19     | Un amico alla scuola materna              | You Only Start Preschool Once | 24 agosto 2009  |                  |
| 14 | 21     | La torta di mele                          | For Your Pies Only            | 7 novembre 2009 |                  |
| 14 | 21     | Una tavola perfetta                       | The Plates Are Not Enough     | 7 novembre 2009 |                  |
| 15 | 24     | Riciclare è bello                         | Recycling is Forever          | 17 aprile 2010  |                  |
| 15 | 24     | Missione altalena                         | Goldswinger                   | 17 aprile 2010  |                  |
| 16 | 7      | Fragole come dolce                        | Thunder Berries               | 9 aprile 2009   |                  |
| 16 | 7      | Il compito sui fiori                      | Flowers Are Forever           | 9 aprile 2009   |                  |
| 17 | 18     | Operazione ghiacciolo. Brrrrr!            | License to Chill              | 18 luglio 2009  |                  |
| 17 | 18     | Una luce nella notte                      | GoldenFly                     | 18 luglio 2009  |                  |
| 18 | 8      | Bun Bun il coniglio                       | For Your Nice Bunny           | 10 aprile 2009  |                  |
| 18 | 8      | Un amore d'impasto                        | For Pancakes with Love        | 10 aprile 2009  |                  |
| 19 | 2      | Denti puliti e splendenti                 | Never Say No Brushing Again   | 4 aprile 2009   |                  |
| 19 | 2      | L'immagine strappata                      | The Girl with the Golden Book | 4 aprile 2009   |                  |
| 20 | 16     | Il gioco della campana                    | Hopscotch Royale              | 30 maggio 2009  |                  |
| 20 | 16     | Il ferro di cavallo                       | Goldringer                    | 30 maggio 2009  |                  |
| 21 | 10     | Sotto a chi conta                         | Hide Another Day              | 13 aprile 2009  |                  |
| 21 | 10     | Il pulito trionfa sempre                  | Live and Let Dry              | 13 aprile 2009  |                  |
| 22 | 14     | La partita di pallone                     | The Girl Who Cheered Me       | 16 maggio 2009  |                  |
| 22 | 14     | Gira gira l'hula hoop                     | License to Twirl              | 16 maggio 2009  |                  |
| 23 | 15     | La presentazione                          | For Show and Tell Only        | 23 maggio 2009  |                  |
| 23 | 15     | Operazione maialino                       | Piggy Bank Royale             | 23 maggio 2009  |                  |
| 24 | 11     | Niente sprechi                            | Dr. Off                       | 18 aprile 2009  |                  |
| 24 | 11     | Io mi vesto da solo                       | License to Dress              | 18 aprile 2009  |                  |